# Erwin Rommel
Erwin Johannes Eugen Rommel (15. november 1891 – 14. oktober 1944) var en tysk general og feltmarskal under anden verdenskrig.

## Militær karriere
Rommel indledte sin karriere som kadet i 1910 og udmærkede sig i første verdenskrig. Han avancerede til general kort før den tyske invasion af Polen i 1939 og medvirkede i og udmærkede sig under slaget om Frankrig i 1940. Rommel havde stor forståelse for panserstyrkerne.
Rommel var kaldet Ørkenræven ("The Desert Fox") pga. sin indsats i Nordafrika, hvor han var øverste leder af Afrikakorpset fra 1941 til 1943. Han udnyttede bevægelseskrigen til det yderste og indtog mod al forventning Tobruk og pressede fronten til el-Alamein, omkring 100 km fra Cairo. Her blev han imidlertid slået af Montgomery, og pga. lange forsyningslinjer trak Rommel sig helt tilbage til Tunesien stik mod Hitlers ordrer. Han blev syg og tog til Tyskland, men vendte tilbage til fronten efter en kortere rekreation. Snart blev han igen kaldt tilbage til Tyskland og blev tvunget til at forlade "den synkende skude."
I november 1943 gav Hitler Rommel direkte ordre til at vurdere Atlantvoldens forsvarsstillinger og planlægge modangreb, hvis de allierede gik i land. Han var i Danmark i 13 dage, hvor han blandt andet besøgte kanonstillingerne i Hanstholm (se: Museumscenter Hanstholm). Han blev chef for forsvaret af den franske kanalkyst.

## Afslutningen
4. juni 1944 forlod Rommel sit hovedkvarter i La Roche-Gryon på den franske kanalkyst. Han skulle til Hitler for at diskutere strategi. Føreren sad i Ørnereden i Berchtesgaden. På vejen skulle Rommel lige se ind til sin kone Lucie, der fyldte 50 år 6. juni. Han havde et par pæne grå damesko med til hende. Sønnen Manfred Rommel var 15 år. "Jeg husker det, som om det var i går," sagde han 50 år senere. "Mor fik de grå sko tidligt 6. juni - så ringede telefonen." Invasionen var i fuld gang. Rommel havde talt med marinens meteorologer, inden han turde forlade sit hovedkvarter, og de havde forsikret, at det dårlige vejr gjorde en invasion de nærmeste dage til en umulighed. Men kl. 7 om morgenen ringede generalmajor Hans Speidel. Rommel forstod, da han hørte om invasionen, at krigen var tabt. Ifølge sin søn så han muligheden af at vinde  invasionsslaget og få en fredsaftale i stand, som man kunne leve med. D-dagen tilbragte han på vej til Frankrig, mens han gentog: "Så dumt af mig, så dumt af mig." 6. juli sendte han Hitler beskeden: "Slaget er tabt. Tag konsekvenserne." Hitler svarede vredt: "Pas De Deres front." Så kom 20. juli-attentatet. Sønnen fortalte, at Rommel flere gange var i kontakt med kupmagerne og planlagde at overgive sig med sine mænd, da de allierede gennembrød forsvaret. Han ville prøve at få de vestallierede længst mulig mod øst, inden de mødte russerne, for dem frygtede han. Sønnen var indkaldt til flyvevåbenet og bad sin far om lov til at melde sig til SS, men det fik han ikke lov til.
17. juli blev Rommels bil blev ramt af kugler fra britiske fly og stødte ind i et træ. Efter en måned på sygehus kom han hjem til sin kone i Herrlingen uden for Ulm. Ironisk nok var seks allierede agenter sluppet ned i La Roche-Gryon for at finde og dræbe Rommel. Men han lå på sygehus efter bilulykken. I oktober kom sønnen hjem på nogle dages orlov. Hitler havde i mellemtiden læst tilståelsen fra en af de hårdt torturerede kupmagere, der kompromitterede Rommel. Hitler besluttede, at hans yndlingsgeneral skulle dø. Som Wilhelm Keitel udtrykte det, ville det blive en enorm skandale, hvis selv den mest afholdte af generalerne, Rommel, også måttes trækkes for folkedomstolen. Rommel fik valget mellem at blive stillet for retten og dømt for forræderi - eller begå selvmord. Valgte han det sidste, ville han få en statsbegravelse med fuld militær honnør, og der ville ikke ske hans familie noget. Om formiddagen 14. oktober kom to generaler fra Hitlers hovedkvarter kørende op foran familien Rommels hjem. Huset blev omringet af SS, forstærket med fire panserbiler. Rommel skulle slippe for ydmygelsen ved at henrettes ved skydning. I stedet kunne han tage sit liv med cyanid (som Himmler og Göring senere gjorde) - og hans kone og søn slippe for vanære. Han tog afsked med sin søn på sit kontor. "Jeg har fortalt din mor, at jeg er død om et kvarter... I vil få et telefonopkald fra sygehuset i Ulm om, at jeg har haft et slagtilfælde i bilen på vej til et møde. Så er jeg død." Så gav han sønnen nøgler og penge, trak Afrikakorpsets læderjakke på, greb marskalstaven og gik ud i bilen til de to generaler, der havde cyanidkapslen med.
Rommel er gravlagt i Herrlingen. Han efterlod sig en datter, Gertrud, som han fik med Walburga Stemmer før sit ægteskab med Lucie. Da Rommels ægteskab med Lucie var barnløst i tolv år, inden Manfred blev født, havde Walburga håbet, han til sidst ville vende tilbage til hende. Hun tog sit liv to måneder før Lucies nedkomst. Rommel og hans kone tog sig derefter af Gertrud, og det var hende, der tog telefonen, da Hitler ringede for at kommandere hendes far tilbage til Afrika.